# ТЮГ (станція метротрама)
48°41′25″ пн. ш. 44°29′19″ сх. д. / 48.69028° пн. ш. 44.48861° сх. д.
«ТЮГ» (рос. ТЮЗ) — станція другої черги Волгоградського метротрама. Розташована між станціями «Профспілкова» та «Ельшанка», на території Ворошиловського району Волгограда.
Відкрита 1 грудня 2011 року. Назва — по розташованому поруч Волгоградському театру юного глядача.
.
Конструкція станції — односклепінна мілкого закладення (глибина закладення — 12 м), побудована за типовим проектом, з однією острівною платформою. Ширина прогону склепіння — 19 метрів, висота — 7,5 метра від підлоги платформи.

## Вестибюлі
Станція має один підземний вестибюль — південний. Вестибюль станції оздоблений білим мармуром. Платформу і вестибюль сполучають широкі мармурові сходи. У вестибюлі розташована каса з продажу квитків і пункт контролю. При цьому замість традиційного компостера контролер буде «погашати» квиток за допомогою стаціонарного валідатора, який зчитує інформацію з штрихкоду квитка. У вечірні години контроль не працює, натомість проїзд оплачують кондуктору в салоні трамвая. Вестибюль має вихід прямо в підземний перехід під вулицею Робітничо-Селянською.

## Оздоблення
Колійні стіни оздоблені білим мармуром, верхній край фігурний. Назва станції набрано з великих литих металевих букв художнього шрифту, верхня частина букв лежить на темній прямокутній металевій підкладці. Самі букви рельєфно виступають над дорожніми стінами. Показник станцій в кожному з напрямків виконаний не у вигляді горизонтальної стріли, як це зроблено на станціях першої черги, а є трьома табличками з перерахуванням в стовпчик станцій, що передують даній, станцій, розташованих далі по ходу руху і назва даної станції. Підлога оздоблена червоною та сірою гранітною плиткою, по краях платформи викладена лінія з білого мармуру.